# ハドソン川の奇跡 (映画)
『ハドソン川の奇跡』（ハドソンがわのきせき、原題: Sully）は、2016年製作のアメリカ合衆国の映画。
2009年に起こり、奇跡的な生還劇として知られるUSエアウェイズ1549便不時着水事故、通称“ハドソン川の奇跡”と、その後の知られざる真実を映画化。クリント・イーストウッド監督・製作。トム・ハンクス主演。原題の“Sully”（サリー）とは、USエアウェイズ1549便の機長チェスリー・サレンバーガーのニックネーム。

## あらすじ
2009年1月15日、USエアウェイズ1549便（エアバスA320、コールサイン：カクタス1549）でラガーディア空港からシャーロット空港へ向けて離陸するチェスリー・“サリー”・サレンバーガー機長とジェフ・スカイルズ副操縦士。上昇中に鳥の群れに衝突し、2つのエンジンは共に機能を停止してしまう。考える時間が殆ど無く、彼らは近くの空港（ティーターボロ空港が最も近い）に行くことも出来ないと判断し、サリーは、やむを得ず眼下に流れるハドソン川に機体を着水させることを決断する。サリーの巧みな操縦により、着水の衝撃で機体が分解することもなく、またクルーの迅速な避難誘導や、現場周辺を航行していた多数の船舶が協力したことで救助が早かったことなどもあり、大型旅客機の不時着水という大事故ながら、乗員乗客155名全員が無事に避難した。このニュースは全米にとどまらず世界中で「ハドソン川の奇跡」と呼ばれ、サリーは一躍ヒーローとなるが、後遺症に悩まされ、彼だけでなく家族も狙うマスコミの注目から逃れられないことを悟る。
調査のためニューヨークに滞在しているサリーは、ACARS（注：エアバンド無線または衛星を介して航空機と地上の間でショートメッセージを送信するためのデジタルデータリンクシステム）のデータから、左側のエンジンがまだアイドル出力で稼働していたことを知る。理論的には、飛行機をラガーディア空港かティーターボロ空港に着陸させるのに十分な出力があったということである。更に、国家運輸安全委員会（NTSB）は、幾つかのコンピュータ・シミュレーションでも同様の結果が得られたと主張する。サリーとジェフはそんな筈は無いと強く主張し、この対立により両者の関係は徐々に緊迫していく。
NTSBは、操縦ミスの可能性があると疑っており、その場合、サリーの評判とキャリアを台無しにするものである。シミュレーションを実際のパイロットで再度行うと、無事に着陸する結果となる。サリーは、このシミュレーションは、パイロットの驚き、分析と意思決定に必要な時間、彼とジェフが直面した非常に高いリスクなどの人的要素を考慮していないため、非現実的であると論じる。また、シミュレーションを行ったパイロットは、直面する状況と取るべき緊急行動を事前に知っており、シナリオを何度も練習することが出来、乗客のことは心配する必要が無く、自分たちも危険に曝される訳ではないことから、条件が全く異なるとも論じる。NTSBは渋々彼の批判を受け入れ、飛行機が方向を転換する前に35秒の空白時間を挿入してシミュレーションが再度実行された。ラガーディアへの着陸の試みは、飛行機が滑走路の手前に墜落し、ティーターボロへの試みは、空港に到着する前に建物に衝突して終了する。実際の事故の際のコックピットボイスレコーダーを聞いた後、NTSBは、川から回収された左のエンジンの分析により、実際にバードストライクによって深刻な損傷を受けたというサリーの説明が裏付けられ、サリーが適切に行動したと結論付けたと発表する。サリーは、この成功は、乗員全員、航空管制官、フェリーボートの乗員、緊急対応チームのお陰であると感謝する。そして最後に、より良い代替策はあり得たかと訊かれたジェフは、不時着水は7月にすべきだったと冗談を言う。

## 登場人物・キャスト
チェスリー・“サリー”・サレンバーガー
演 - トム・ハンクス、ブレイク・ジョーンズ（16歳の頃）
USエアウェイズ1549便機長。若き日からパイロットを志し、アメリカ空軍のF-4パイロットを経てUSエアウェイズに入社した。飛行経験豊富な大ベテランであり、また個人で事業も展開している。
ジェフ・スカイルズ
演 - アーロン・エッカート
USエアウェイズ1549便副操縦士。バードストライク発生直後、機長の指示を待つことなく速やかにマニュアルを開き、エンジン再始動のための最善の処置を行った。
ローリー・サレンバーガー
演 - ローラ・リニー
サリーの妻。
チャールズ・ポーター
演 - マイク・オマリー
国家運輸安全委員会の調査員。エドワーズとデイヴィスと共に、事故時のサリーの判断は誤ったものだったと追及する。
ベン・エドワーズ
演 - ジェイミー・シェリダン
国家運輸安全委員会の調査員。
エリザベス・デイヴィス
演 - アンナ・ガン
国家運輸安全委員会の調査員。
マイク・クリアリー
演 - ホルト・マッキャラニー
サリーの同僚。
ケイティ・クーリック
演 - 本人
サリーにインタビューするニュースキャスター。
クック大尉
演 - ジェフ・コーバー
16歳の頃のサリーの教官。
アリソン
演 - モリー・バーナード
ケイティ・クーリックの番組のメイクアップアーティスト。
ラリー・ルーニー
演 - クリス・バウアー
サリーの同僚。
シーラ・デイル
演 - ジェーン・ガバート
事故機の客室乗務員。バードストライク発生に際し、サリーの「衝撃に備えて」の放送で緊急事態であることを即座に悟り、ドナとドリーンと共に乗客に安全姿勢を取るよう促し、また着水後は迅速な避難誘導を行ったため、乗客に犠牲者が出ることはなかった。
ドナ・デント
演 - アン・キューザック
事故機の客室乗務員。
ドリーン・ウェルシュ
演 - モリー・ヘイガン
事故機の客室乗務員。
ダイアン・ヒギンズ
演 - ヴァレリー・マハフェイ
事故機の乗客、ルシールの娘。
ルシール・パルマー
演 - デルフィ・ハリントン
事故機の乗客、ダイアンの母。
ジミー・ステファニク
演 - マックス・アドラー
事故機の乗客、ロブの甥。
ジェフ・コロジェイ
演 - サム・ハンティントン
事故機の乗客、ロブの息子。
ロブ・コロジェイ
演 - クリストファー・カリー
事故機の乗客、ジェフの父。
ジム・ウィテカー
演 - クーパー・ソーントン
事故機の乗客。
赤子を連れた乗客
演 - オータム・リーザー
事故機の乗客。
バリー・レオナルド
演 - ジェフリー・ノードリング
事故機の乗客。
パトリック・ハーテン
演 - パッチ・ダラー
航空管制官。
ピート
演 - マイケル・ラパポート
バーテンダー。
ヴィンセント・ロンバーティ
演 - 本人
通勤フェリーの船長。

## 日本語吹替
| 役名                                 | 俳優                       | 日本語吹替                                                                           | 日本語吹替                                |
| 役名                                 | 俳優                       | ソフト版                                                                             | ザ・シネマ版                              |
| ------------------------------------ | -------------------------- | ------------------------------------------------------------------------------------ | ----------------------------------------- |
| チェスリー・“サリー”・サレンバーガー | トム・ハンクス             | 立川三貴                                                                             | 江原正士                                  |
| ジェフ・スカイルズ                   | アーロン・エッカート       | ふくまつ進紗                                                                         | 木下浩之                                  |
| ローリー・サレンバーガー             | ローラ・リニー             | 高島雅羅                                                                             | 清水はる香                                |
| チャールズ・ポーター                 | マイク・オマリー           | 髙階俊嗣                                                                             | 丸山壮史                                  |
| ベン・エドワーズ                     | ジェイミー・シェリダン     | 星野充昭                                                                             | 佐々木薫                                  |
| エリザベス・デイヴィス               | アンナ・ガン               | 岡田恵                                                                               | 近内仁子                                  |
| マイク・クリアリー                   | ホルト・マッキャラニー     |                                                                                      | 長谷川敦央                                |
| ケイティ・クーリック                 | ケイティ・クーリック       | 森なな子                                                                             | 山中まどか                                |
| クック大尉                           | ジェフ・コーバー           | 橘潤二                                                                               | 佐々木睦                                  |
| 16歳のサリー                         | ブレイク・ジョーンズ       |                                                                                      | 虎島貴明                                  |
| アリソン                             | モリー・バーナード         |                                                                                      | 篠田有香                                  |
| ラリー・ルーニー                     | クリス・バウアー           | 浦山迅                                                                               | 駒谷昌男                                  |
| シーラ・デイル                       | ジェーン・ガバート         | ちふゆ                                                                               | 谷口惠美                                  |
| ドナ・デント                         | アン・キューザック         | 泉裕子                                                                               | 近内仁子                                  |
| ドリーン・ウェルシュ                 | モリー・ヘイガン           |                                                                                      | 若宮春奈                                  |
| ダイアン・ヒギンズ                   | ヴァレリー・マハフェイ     |                                                                                      | 田村千恵                                  |
| ルシール・パルマー                   | デルフィ・ハリントン       |                                                                                      | 伊沢磨紀                                  |
| ジミー・ステファニク                 | マックス・アドラー         |                                                                                      | 藤原大智                                  |
| ジェフ・コロジェイ                   | サム・ハンティントン       |                                                                                      | 羽鳥佑                                    |
| ロブ・コロジェイ                     | クリストファー・カリー     |                                                                                      | 佐々木薫                                  |
| パトリック・ハーテン                 | パッチ・ダラー             | 今村一誌洋                                                                           | 松川裕輝                                  |
| ヴィンセント・ロンバーティ           | ヴィンセント・ロンバーティ |                                                                                      | 瀬尾昌史                                  |
| ジム・ウィテカー                     | クーパー・ソーントン       |                                                                                      | 松川裕輝                                  |
| 赤子を連れた乗客                     | オータム・リーザー         |                                                                                      | 渡辺琴音                                  |
| バリー・レオナルド                   | ジェフリー・ノードリング   |                                                                                      | 長谷川敦央                                |
| ピート                               | マイケル・ラパポート       |                                                                                      | 丸山壮史                                  |
| ロバート・ロドリゲス                 | ベルナルド・バディーヨ     |                                                                                      | 藤高智大                                  |
| その他                               |                            | 品田美穂 影平隆一 種市桃子 もりなつこ 木内太郎 江越彬紀 佐々木義人 井木順二 山橋正臣 | 角田雄二郎                                |
|                                      |                            |                                                                                      |                                           |
| 演出                                 |                            | 久保宗一郎                                                                           | 伊達康将                                  |
| 翻訳                                 |                            | 川嶋加奈子                                                                           | 李静華                                    |
| 録音・調整                           |                            | 新宿スタジオ オムニバス・ジャパン                                                    | スタジオユニ                              |
| プロデューサー                       |                            | 田村恵                                                                               | 飯森盛良                                  |
| 制作担当                             |                            | 綿引立                                                                               | 邑中藍子                                  |
| 制作                                 |                            | 東北新社                                                                             | 東北新社                                  |
| 初回放送                             |                            | 2021年7月31日 21:00-23:10 ノーカット放送 『土曜プレミアム』                          | 2020年12月27日 21:00-23:00 ノーカット放送 |

## 実話との相違点
- 劇中でサリー達は事故調査委員会から厳しい取り調べを受け、容疑者のように扱われているが、実際の取り調べは型通りのものでしかなく、その判断が疑われることはなかった[11]。事件は瞬く間にアメリカ全土に広がり、英雄視されている。ジョージ・W・ブッシュ前大統領から直接連絡があったり、バラク・オバマ大統領から晩餐会に招待され、地元でも歓迎式典が行われた。また、機長としてのサリーの復帰フライトでは乗客からの盛大な拍手で迎えられている。
  - この描写に対して、公開後、NTSBの調査官たちから反発の声が上がった。また、当初のプロットではNTSBの調査官は実名の予定だったが、サレンバーガー自身の反対に遭って架空のものに書き換えられた。

## 製作
イーストウッドは本作の撮影のため、本物のエアバスの機体を購入、さらに救助ボートも実際の救助に使用されたものを使い、オペレーターも同じスタッフを動員、救助隊やボランティア、警察官、ニュースキャスターやパイロットなど、救出に携わった当時の関係者を本人役で多数出演させ、事故を徹底的にリアルに再現した。イーストウッド作品では初のIMAXカメラを使用して撮影されていて、ほぼ全編がARRI ALEXA 65で撮影された。

## 評価
レビュー・アグリゲーターのRotten Tomatoesでは349件のレビューで支持率は85%、平均点は7.20/10となった。Metacriticでは46件のレビューを基に加重平均値が74/100となった。

### 受賞
| 年   | 映画賞                       | 賞                                     | 対象                     | 結果       | 出典          |
| ---- | ---------------------------- | -------------------------------------- | ------------------------ | ---------- | ------------- |
| 2016 | 第22回放送映画批評家協会賞   | 作品賞                                 | ハドソン川の奇跡         | ノミネート | [ 16 ] [ 17 ] |
| 2016 | 第22回放送映画批評家協会賞   | 主演男優賞                             | トム・ハンクス           | ノミネート | [ 16 ] [ 17 ] |
| 2017 | 第90回キネマ旬報ベスト・テン | 外国映画ベスト・テン                   | ハドソン川の奇跡         | 1位        | [ 18 ]        |
| 2017 | 第90回キネマ旬報ベスト・テン | 外国映画監督賞・読者選出外国映画監督賞 | クリント・イーストウッド | 受賞       | [ 18 ]        |
| 2017 | 第71回毎日映画コンクール     | 外国映画ベストワン賞                   |                          | 受賞       | [ 19 ]        |
| 2017 | 第15回視覚効果協会賞         | 長編実写映画・補助視覚効果賞           |                          | ノミネート | [ 20 ]        |
| 2017 | 第40回日本アカデミー賞       | 最優秀外国作品賞                       |                          | 受賞       | [ 21 ]        |

## 公開延期
ブラジルではラミア航空2933便墜落事故の発生を受けて、2016年12月1日の公開予定が延期された。

## テレビ放送
| 回 | 放送局     | 放送枠         | 放送日        | 放送時間（JST）   | 放送分数 | 吹替版   | 平均世帯視聴率 | 備考                         | 出典   |
| -- | ---------- | -------------- | ------------- | ----------------- | -------- | -------- | -------------- | ---------------------------- | ------ |
| 1  | フジテレビ | 土曜プレミアム | 2021年7月31日 | 土曜21:00 - 23:10 | 130分    | ソフト版 | 5.8%           | 地上波初放送、完全ノーカット | [ 23 ] |